# Caroline Lopez
Pour les articles homonymes, voir Lopez.
Caroline Lopez, née le 9 janvier 2004, est une archère française.

## Biographie
En septembre 2021, Caroline Lopez remporte avec Lisa Barbelin et Mélodie Richard la médaille de bronze en tir à l'arc classique par équipes aux Championnats du monde à Yankton.
Elle remporte la médaille d'argent par équipes en tir à l'arc classique avec Audrey Adiceom et Lisa Barbelin aux Jeux européens de 2023 ainsi qu'aux championnats du monde de tir à l'arc 2023.

## Décoration
- Médaille de la jeunesse, des sports et de l'engagement associatif, argent (2025)[4].